# Liste des stations du tramway de Mulhouse
La liste des stations du tramway de Mulhouse propose un aperçu des stations actuellement en service des lignes de tramway de Mulhouse, en France, mis en service en 2006 pour sa majeure partie. L'ensemble des trois lignes actuelles ainsi que du Tram-train Mulhouse Vallée de la Thur, qui sont toutes en correspondance entre elles, comprend 29 stations, plus les gares du tram-train, soit 36 stations.

## Stations en service
Le tableau ci-dessous présente la situation existante, faisant abstraction de tout ce qui est à l'état de projet ou en construction.
| Station               | Ligne(s)                              | Rang alphabétique | Date d'ouverture | Commune     | Correspondance(s)                      | Particularité                                                                                   | Image |
| --------------------- | ------------------------------------- | ----------------- | ---------------- | ----------- | -------------------------------------- | ----------------------------------------------------------------------------------------------- | ----- |
| Bel Air               | (Tram) · (2)                          | 1                 | 20 mai 2006      | Mulhouse    |                                        |                                                                                                 |       |
| Cernay                | (Tram) · tram-train                   | 2                 | 12 décembre 2010 | Cernay      | TER Grand Est                          | Gare SNCF                                                                                       |       |
| Châtaigner            | (Tram) · (1)                          | 3                 | 4 juillet 2009   | Mulhouse    | BHNS C4                                |                                                                                                 |       |
| Cité Administrative   | (Tram) · (1)                          | 4                 | 20 mai 2006      | Mulhouse    |                                        | Station à quai central.                                                                         |       |
| Coteaux               | (Tram) · (2)                          | 5                 | 20 mai 2006      | Mulhouse    |                                        |                                                                                                 |       |
| Daguerre              | (Tram) · (2) · (3) · tram-train       | 6                 | 20 mai 2006      | Mulhouse    |                                        |                                                                                                 |       |
| Doller                | (Tram) · (1)                          | 7                 | 20 mai 2006      | Mulhouse    |                                        |                                                                                                 |       |
| Dornach Gare          | (Tram) · (3) · tram-train             | 8                 | 12 décembre 2010 | Mulhouse    | TER Grand Est                          | Construit en parallèle de la gare SNCF ; station à quai central.                                |       |
| Gare Centrale         | (Tram) · (1) · (3) · tram-train       | 9                 | 20 mai 2006      | Mulhouse    | TGV, TGV Lyria, TER Grand Est, TER 200 | Station située sur une boucle à sens unique, avec deux quais.                                   |       |
| Graffenwald           | (Tram) · tram-train                   | 10                | 12 décembre 2010 | wittelsheim | TER Grand Est                          | Gare SNCF                                                                                       |       |
| Grand Rex             | (Tram) · (1)                          | 11                | 20 mai 2006      | Mulhouse    |                                        | Station à quai central.                                                                         |       |
| Illberg               | (Tram) · (2)                          | 12                | 20 mai 2006      | Mulhouse    |                                        |                                                                                                 |       |
| Lefebvre              | (Tram) · (2)                          | 13                | 20 mai 2006      | Mulhouse    |                                        |                                                                                                 |       |
| Lutterbach Gare       | (Tram) · (3) · tram-train             | 14                | 12 décembre 2010 | Lutterbach  | TER Grand Est                          | Construit en parallèle de la gare SNCF ; station à quai central.                                |       |
| Mairie                | (Tram) · (2) · (3) · tram-train       | 15                | 20 mai 2006      | Mulhouse    |                                        |                                                                                                 |       |
| Musée de l'Auto       | (Tram) · (1)                          | 16                | 20 mai 2006      | Mulhouse    |                                        | L'annonce sonore indique Cité de l'Auto.                                                        |       |
| Musées                | (Tram) · (3) · tram-train             | 17                | 12 décembre 2010 | Mulhouse    |                                        | Construit en parallèle de la ligne SNCF ; station à quai central.                               |       |
| Nations               | (Tram) · (2)                          | 18                | 20 mai 2006      | Mulhouse    |                                        |                                                                                                 |       |
| Nordfleld             | (Tram) · (2)                          | 19                | 20 mai 2006      | Mulhouse    |                                        |                                                                                                 |       |
| Nouveau Bassin        | (Tram) · (2)                          | 20                | 20 mai 2006      | Mulhouse    |                                        |                                                                                                 |       |
| Palais des Sports     | (Tram) · (2)                          | 21                | 20 mai 2006      | Mulhouse    |                                        |                                                                                                 |       |
| Parc Expo             | (Tram) · (1)                          | 22                | 20 mai 2006      | Mulhouse    |                                        | Station desservie uniquement en cas d'événements.                                               |       |
| Porte Haute           | (Tram) · (2) · (3) · tram-train       | 23                | 20 mai 2006      | Mulhouse    |                                        |                                                                                                 |       |
| Porte Jeune           | (Tram) · (1) · (2) · (3) · tram-train | 24                | 20 mai 2006      | Mulhouse    |                                        | Station centrale du réseau où toutes les lignes y transitent ; quatre voies et autant de quais. |       |
| Rattachement          | (Tram) · (1)                          | 25                | 20 mai 2006      | Mulhouse    |                                        |                                                                                                 |       |
| République            | (Tram) · (1) · (3) · tram-train       | 26                | 20 mai 2006      | Mulhouse    |                                        |                                                                                                 |       |
| Stade de Bourtzwiller | (Tram) · (1)                          | 27                | 20 mai 2006      | Mulhouse    |                                        |                                                                                                 |       |
| Saint-Nazaire         | (Tram) · (1)                          | 28                | 4 juillet 2009   | Mulhouse    |                                        |                                                                                                 |       |
| Thann-Centre          | (Tram) · tram-train                   | 29                | 12 décembre 2010 | Thann       | TER Grand Est                          | Gare SNCF                                                                                       |       |
| Thann-Saint-Jacques   | (Tram) · tram-train                   | 30                | 12 décembre 2010 | Thann       | TER Grand Est                          | Gare SNCF                                                                                       |       |
| Tour Nessel           | (Tram) · (2) · (3) · tram-train       | 31                | 20 mai 2006      | Mulhouse    |                                        |                                                                                                 |       |
| Tuilerie              | (Tram) · (1)                          | 32                | 4 juillet 2009   | Mulhouse    |                                        |                                                                                                 |       |
| Université            | (Tram) · (2)                          | 33                | 20 mai 2006      | Mulhouse    |                                        |                                                                                                 |       |
| Vieux-Thann-ZI        | (Tram) · tram-train                   | 34                | 12 décembre 2010 | Vieux-Thann | TER Grand Est                          | Gare SNCF                                                                                       |       |
| Vieux-Thann           | (Tram) · tram-train                   | 35                | 12 décembre 2010 | Vieux-Thann | TER Grand Est                          | Gare SNCF                                                                                       |       |
| Zu-Rhein              | (Tram) · (3) · tram-train             | 36                | 12 décembre 2010 | Mulhouse    |                                        | Construit en parallèle de la ligne SNCF ; station à quai central.                               |       |

## Futures stations
Sont listées ci-dessous les stations dont la construction a été reportée en 2010.
| Station             | Ligne(s)     | Rang alphabétique | Date d'ouverture | Commune     | Correspondance(s) | Particularité | Image |
| ------------------- | ------------ | ----------------- | ---------------- | ----------- | ----------------- | ------------- | ----- |
| Bosquets du Roy     | (Tram) · (1) | 1                 | Après 2020       | Wittenheim  |                   |               |       |
| Debussy             | (Tram) · (1) | 2                 | Après 2020       | Kingersheim |                   |               |       |
| Drouot - Barbanègre | (Tram) · (2) | 3                 | Après 2020       | Mulhouse    |                   |               |       |
| Halle au Coton      | (Tram) · (1) | 4                 | Après 2020       | Wittenheim  |                   |               |       |
| Hirschau            | (Tram) · (1) | 5                 | Après 2020       | Kingersheim |                   |               |       |
| Jonquilles          | (Tram) · (2) | 6                 | Après 2020       | Illzach     |                   |               |       |
| Louise Michel       | (Tram) · (1) | 7                 | Après 2020       | Kingersheim |                   |               |       |
| Médiathèque         | (Tram) · (1) | 8                 | Après 2020       | Wittenheim  |                   |               |       |
| Place Thiers        | (Tram) · (1) | 9                 | Après 2020       | Wittenheim  |                   |               |       |
| Rhin                | (Tram) · (1) | 10                | Après 2020       | Kingersheim |                   |               |       |
| Schweitzer          | (Tram) · (2) | 11                | Après 2020       | Riedisheim  |                   |               |       |